# Radrennbahn Hardau
Radrennbahn Hardau – nieistniejący już tor kolarski w Zurychu, w Szwajcarii. Istniał w latach 1892–1911. Od roku 1896 służył również piłkarzom klubu FC Zürich, jedno spotkanie rozegrała na nim także piłkarska reprezentacja Szwajcarii. Od 2012 roku w miejscu dawnego toru kolarskiego mieści się park i plac zabaw.
Tor kolarski Hardau w Zurychu został otwarty 28 sierpnia 1892 roku. Obiekt ufundował (za namową lokalnych grup kolarskich) Carl Bockhorn, właściciel znajdującej się w tym miejscu żwirowni i składowiska odpadów. Teren ten leżał wówczas jeszcze poza administracyjnymi granicami Zurychu (został on włączony do miasta w 1893 roku). Tor posiadał 400 m długości. Od 1896 roku na boisku wewnątrz toru swoje spotkania rozgrywał nowo powstały wówczas klub piłkarski, FC Zürich (pierwszy mecz rozegrany 30 sierpnia 1896 roku przeciwko FC Phönix St. Gallen – 3:3). W 1902 roku FC Zürich zdobył pierwszy tytuł mistrza kraju. 8 stycznia 1911 roku piłkarska reprezentacja Szwajcarii rozegrała na tym obiekcie mecz towarzyski przeciwko Węgrom (2:0). W latach 1910 i 1911 na stadionie rozegrano spotkania finałowe Anglo-Cup (prekursora piłkarskiego Pucharu Szwajcarii). 28 sierpnia 1911 roku na arenie odbyły się ostatnie zawody kolarskie, później obiekt został rozebrany. Nowy tor kolarski w Zurychu (Offene Rennbahn Oerlikon) został otwarty 25 sierpnia 1912 roku w zupełnie innej lokalizacji, natomiast piłkarze FC Zürich tymczasowo korzystali z boisk „an den Herdern” (znajdowało się ono w miejscu dzisiejszego stadionu Letzigrund) i „im Käppeli”, by w 1912 roku przenieść się na stadion Utogrund. Od początku lat 20. XX wieku w okolicy byłego toru kolarskiego zaczęły powstawać budynki mieszkalne; w II połowie lat 30. zasypano pozostałości po żwirowni. W późniejszych latach w miejscu toru powstał parking samochodowy, następnie zaś (w latach 2009–2011; otwarcie w roku 2012) park i plac zabaw wraz z monumentem «Y» autorstwa Sisleja Xhafy.